# Carl Lind
För andra personer med detta namn, se Karl Lind.
Carl Tobias Lind, född 23 februari 1859 i Tanums socken, Göteborgs och Bohus län, död där 27 juli 1920, var en svensk hemmansägare och riksdagsman.
Lind var hemmansägare i Tanum samt åren 1884-1909 anställd som kamrerare i Tanums sparbank. Han var även politiker och ledamot av riksdagens andra kammare 1889-1895 och 1902-1908, invald i Norrvikens domsagas valkrets.